# 김현훈
김현훈(한국 한자: 金炫訓, 1991년 4월 30일 ~ )은 대한민국의 축구 선수로 현재 김포 FC에서 중앙 수비수로 뛰고 있다.

## 프로 데뷔 전
경남 FC U-18팀인 진주고등학교 출신으로 진주고 재학 당시에는 공격수로 활동했고 그 후 2010 K리그 드래프트를 앞두고 경남의 우선 지명을 받은 뒤 홍익대학교에 진학했으며 홍익대에서 센터백으로 변경한 후 주가를 높였다.

## 클럽 경력

### J리그&중국 갑급리그
2013 시즌을 앞두고 J2리그의 제프 유나이티드 지바 입단을 통해 프로에 정식 입문한 후 2015 시즌까지 제프 유나이티드의 주전 수비수로 리그 101경기 8골을 기록하며 J리그 디비전 2 2014 승격 플레이오프 진출을 이끌었고 2014 시즌 천황배에서도 5경기에 출전하며 4강이라는 지바 구단 역사상 천황배 역대 최고 성적에 기여하는 등 공식전 109경기 8골의 성적을 남겼다.
그 후 2016 시즌을 앞두고 2012년 하계 올림픽 동메달리스트인 이범영의 소속팀 아비스파 후쿠오카로 이적하여 공식전 36경기에 출전했고 비록 J1리그 2016에서 18팀 중 최하위에 그치며 1시즌만에 J2리그로 강등되었지만 같은 해에 열린 J리그컵에서는 7경기에 출전하며 후쿠오카의 사상 첫 8강 진출을 이끌었다.
그리고 2016 시즌을 마친 후 중국 갑급리그의 윈난 플라잉 타이거스로 이적하여 2017 시즌 리그 29경기에 출전했으나 2017 시즌 중국 갑급리그에서 팀이 16팀 중 최하위로 중국 을급리그로 강등되면서 1시즌만에 팀을 떠났다.

### 경남 FC
2017 시즌을 끝으로 일본과 중국에서의 선수 생활을 마친 후 군경구단 입대를 위해 K리그1 승격팀이자 유스팀 시절 친정팀인 경남 FC로 전격 복귀하여 2018 시즌 공식전 31경기 1골을 기록하며 준우승이라는 경남 구단 역사상 K리그1 최고 성적과 함께 사상 첫 아시아 챔피언스리그 진출에 기여했다.

### 경주시민축구단
2019 시즌을 앞두고 군 문제 해결을 위해 경주시민축구단에 입단한 후 2019년 K3리그 어드밴스 플레이오프 1라운드 진출, 2020 시즌 K3리그 잔류 등에 일조했지만 2020 시즌 종료 후 경주시의회가 일방적으로 팀의 해체를 결정하면서 입단 1년만에 팀을 떠나게 되었다.

### 서울 이랜드
2021 시즌을 앞두고 K리그2의 서울 이랜드로 이적하여 공식전 22경기 1골을 기록하며 분전했으나 팀은 리그 9위에 그치며 또 다시 준플레이오프 진출이 무산되었다.

### 광주 FC
2022 시즌을 앞두고 K리그2의 광주 FC에 입단하여 풀백 출신다운 준수한 크로스 및 오버래핑 능력과 준수한 공격력까지 선보이며 3년만의 K리그2 2번째 우승 및 2년만의 K리그1 복귀에 큰 힘을 보탰다.

### 전남 드래곤즈
2023 시즌을 앞두고 수원 FC와 입단 계약을 체결한 뒤 충남 아산 FC와의 2023년 K리그2 20라운드 원정 경기 나흘 전인 7월 6일 전남 드래곤즈로 임대 이적했으며 2023 시즌 종료 후 수원 FC로 복귀했다.

### 김포 FC
2023 시즌 종료 후 수원 FC와 상호합의하에 계약을 해지한 후 전남 드래곤즈와의 2024년 K리그2 2라운드 경기를 앞두고 K리그2의 김포 FC로의 이적을 확정지었다.

## 국가대표팀 경력
홍익대학교 재학 시절 대한민국 U-23 대표팀의 일원으로 2013년 AFC U-22 챔피언십 예선에 참가한 적은 있으나 A대표팀과의 인연은 현재까지도 전무하다.

## 성적

### 클럽
제프 유나이티드 지바
- J2리그 : 3위 (2014)
- 천황배 : 4강 (2014)

경남 FC
- K리그1 : 준우승 (2018)

광주 FC
- K리그2 : 우승 (2022)